# سونی موستیوار
سونی موستیوار (انگلیسی: Soni Mustivar؛ زادهٔ ۱۲ فوریهٔ ۱۹۹۰) بازیکن فوتبال اهل فرانسه است.
از باشگاه‌هایی که در آن بازی کرده‌است می‌توان به باشگاه فوتبال باستیا، باشگاه فوتبال اسپورتینگ کانزاس‌سیتی، باشگاه فوتبال نفتچی باکو، و باشگاه فوتبال پترولول پلویشت اشاره کرد.
وی همچنین در تیم‌های ملی فوتبال زیر ۲۰ سال فرانسه و هائیتی بازی کرده‌است.